# Deser

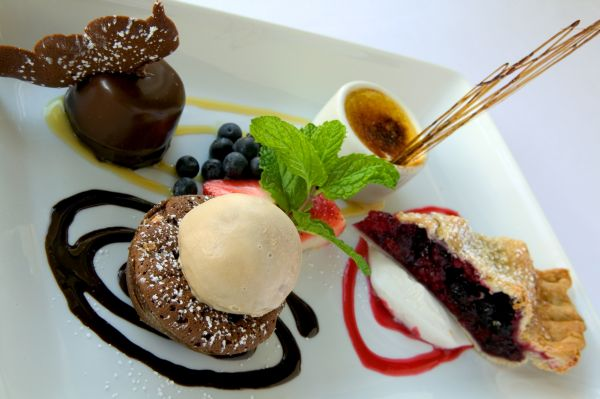
Różne desery

Deser (wyraz pochodzi od francuskiego desservir = „sprzątać ze stołu”) – słodka potrawa podawana jako osobne słodkie danie na koniec posiłku (obiadu, kolacji lub przyjęcia), ale także na podwieczorek albo podczas niezobowiązującego spotkania o dowolnej porze dnia.
Deser stanowi uzupełnienie wartości energetycznej i odżywczej (białkowo-witaminowo-mineralnej) spożywanego posiłku dziennego. Sporządza się go z różnorodnych surowców (mąki, jaj, kaszy, owoców, mleka i jego przetworów, kakao) i cukru jako składnika głównego, które poddaje się różnym technikom obróbki kulinarnej (wstępnej i termicznej). Deserem może być słodka potrawa zarówno zimna, jak i gorąca.
Asortyment deserów jest bogaty i różnorodny, obejmuje m.in. galaretki, musy, kremy, kisiele, budynie, mleczka, suflety, kompoty, lody oraz desery z mąki i kasz. Do deserów zalicza się także wyroby ciastkarskie z ciast pieczonych (ciasta, ciastka i torty).
Współcześnie desery są również produkowane fabrycznie.

## Podawanie deseru

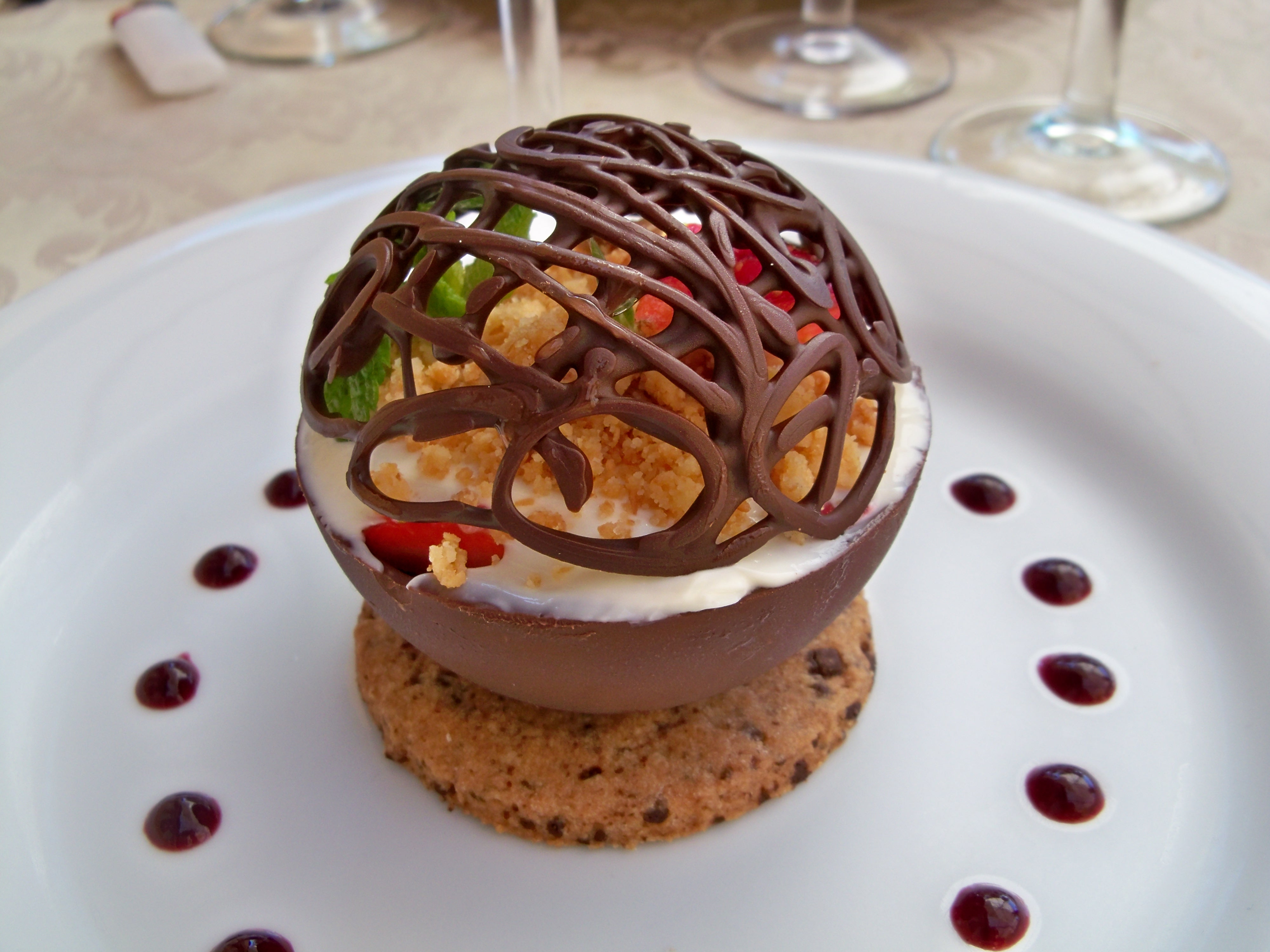
Podanie deseru (1)

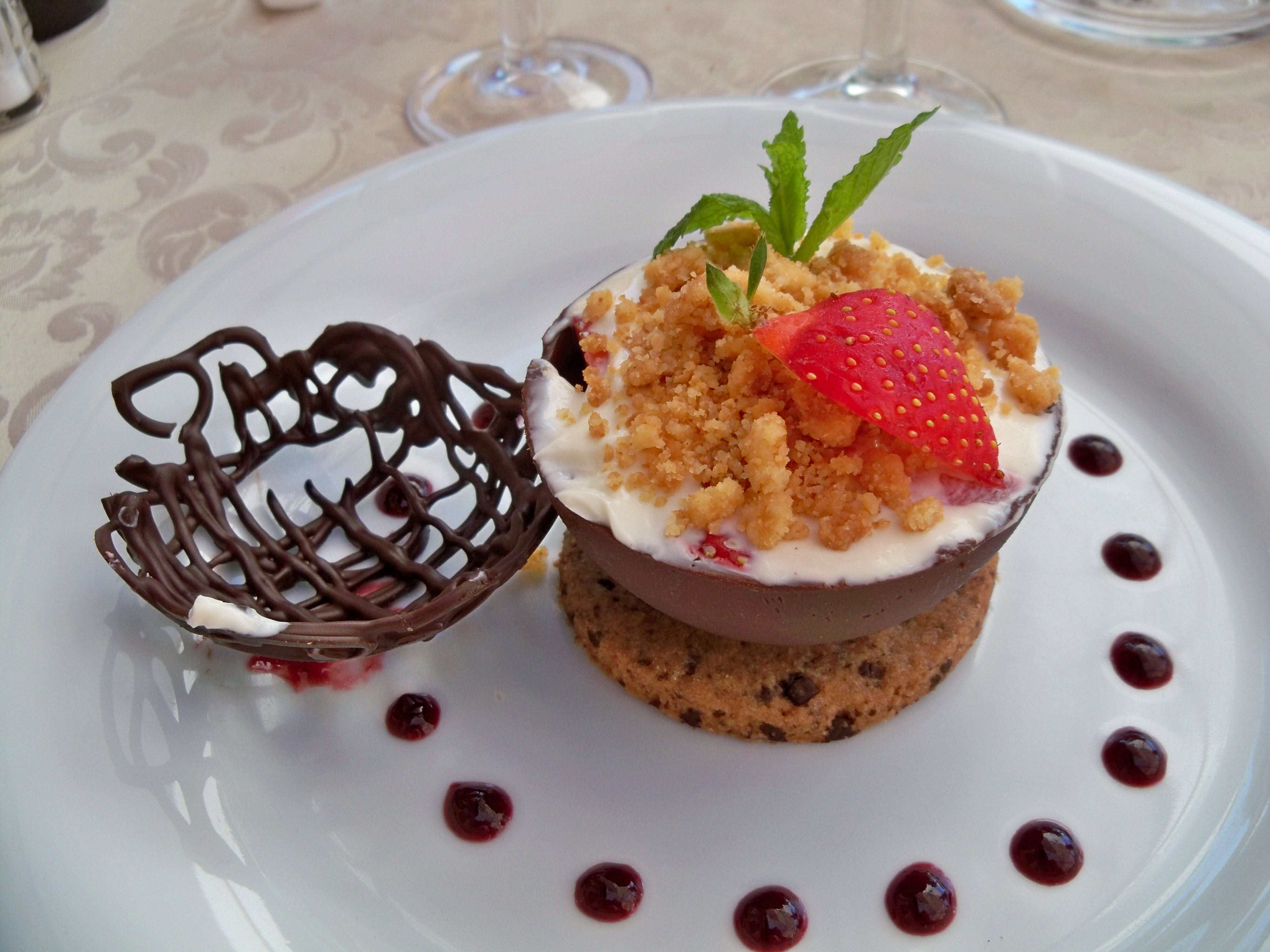
Podanie deseru (2)

W przypadku przyjęcia okolicznościowego o specjalnym charakterze, np. bankietu wydawanego na cześć głowy państwa, gdy serwowany jest kompletny zestaw potraw i napojów, w tym nie jeden, lecz różnorodne desery, to są one podawane po daniach mięsnych i serach szlachetnych. W takim wypadku desery są serwowane w odpowiedniej kolejności (a nie jednocześnie) – owoce szlachetne są podawane dopiero po pierwszym deserze, a kawa, herbata, torty i ciastka jako ostatnie.
Nakrywając do stołu do z góry zamówionego posiłku, sztućce do deseru kładzie się na stole nad talerzami: zwrócony w prawo mały widelczyk z trzema ząbkami do ciasta kremowego oraz skierowaną w lewą stronę łyżeczkę. W innych przypadkach sztućce do deseru podaje się razem z deserem. Desery gorące podaje się na talerzach porcelanowych, desery owocowe w naczyniach szklanych, a mrożone w pucharkach szklanych lub platerowanych.
Ważną rolę w podawaniu deserów odgrywają sosy do deserów, które wzbogacają ich smak oraz pełnią funkcję dekoracyjną, nadając atrakcyjny wygląd. Sosy do deserów są słodkie w smaku; mogą być zimne lub gorące. Zimne sosy do deserów (np. sos malinowy lub brzoskwiniowy) są robione z przecierów owocowych z dodatkiem cukru, miodu oraz ewentualnie alkoholu (rumu, advocaatu). Gorące sosy do deserów są przyrządzane z mleka, śmietanki lub wina i najczęściej zagęszczane żółtkami lub mąką ziemniaczaną i żółtkami. Sosy gorące mogą być też podawane na zimno (np. sos szodonowy czy waniliowy). Częstymi dodatkami smakowymi do sosów są wanilia, kakao, czekolada i karmel. Z napojów do deseru serwuje się wina deserowe oraz szampana.
W przypadku deserów ważny jest nie tylko smak i estetyczny sposób podania, ale również atrakcyjny wygląd, który ma wywołać uczucie podziwu dla kreatywności kulinarnej i ucieszyć konsumenta.

## Asortyment deserów
Według kuchni polskiej do potraw, które mogą być podawane jako deser zalicza się: surówki owocowe, kisiele, desery zimne z kasz, musy, galaretki, kremy, suflety, mleczka i budynie.
Rolę deseru mogą też pełnić świeże lub mrożone owoce. Owoce jagodowe są wtedy podane z bitą śmietaną i posypane cukrem. Osobną grupę stanowią desery z ciasta pieczonego: ciasta, torty i ciastka, które podaje się w pojedynczych porcjach lub wieloporcjowo na specjalnych paterach. Lody, z których przyrządza się desery lodowe (np. melba), są wymieniane w książce kucharskiej w osobnym rozdziale.
Asortyment deserów jest bardzo różnorodny; deserem mogą być ciasta, ciastka, herbatniki, słodkie pieczywo, gofry, budyń, pudding, suflet, legumina, kisiel mleczny, kisiel owocowy, sorbet, lody, krem, mus, pianki deserowe, galaretka, owoce (w formie sałatki owocowej, kompotu), słodycze, chałwa, nugat itd.

### Desery flambirowane

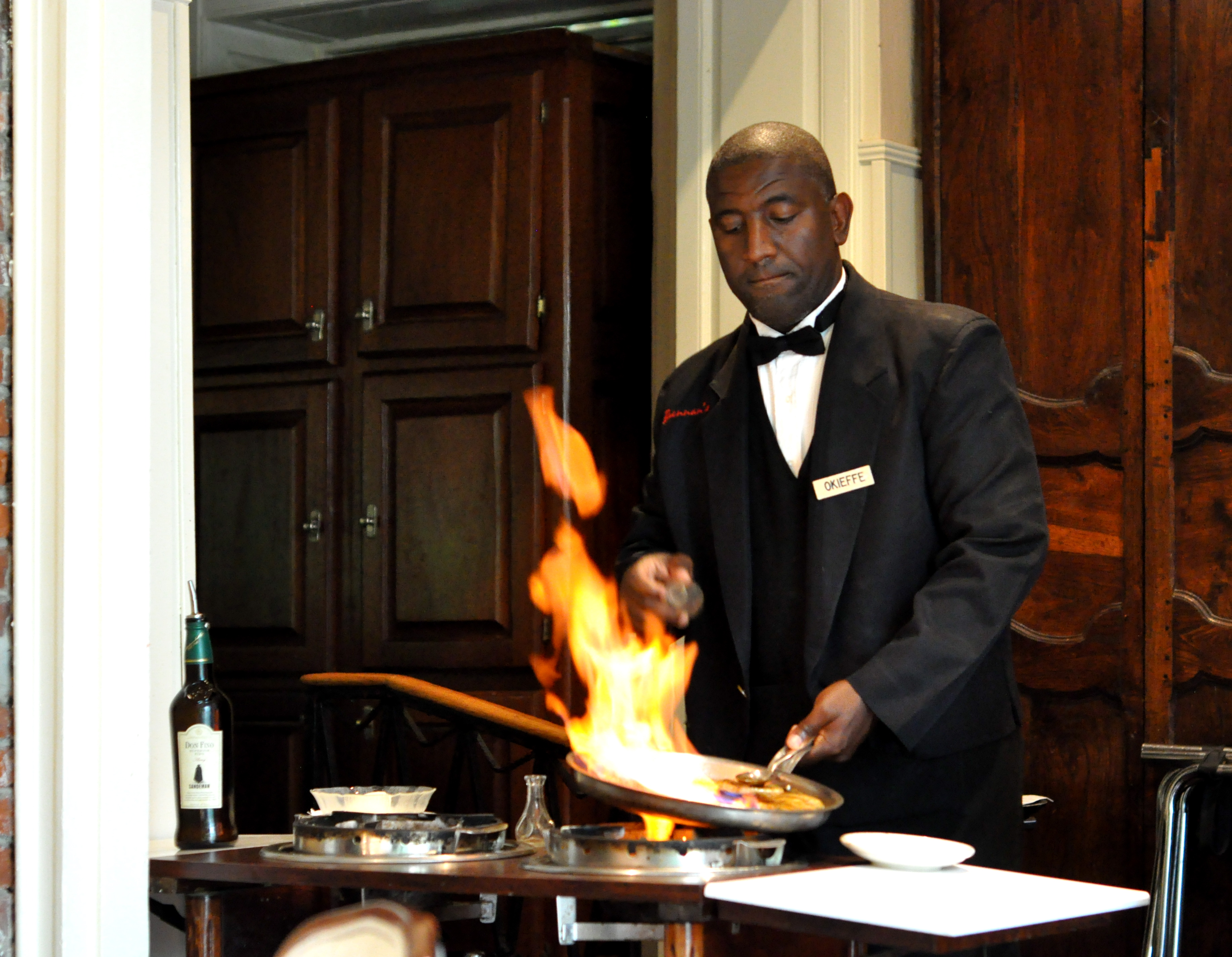
Flambirowanie bananów

Specjalną postacią deserów są desery flambirowane, czyli inaczej płonące, które poddaje się flambirowaniu na wózku do flambirowania tuż przy stole, tuż przed podaniem deseru klientowi na talerzu.
Procedura polega na dodaniu do potrawy niewielkiej ilości (20 do 40 ml) mocnego alkoholu (wódki wytrawnej, rumu, likieru, brandy, koniaku, whisky), ale nie czystego spirytusu, i podpaleniu go. Zapalenie alkoholu nadaje potrawie aromat i uszlachetnia jej smak.
Najczęściej flambirowane są owoce (banany, brzoskwinie, ananasy, wiśnie, gruszki), naleśniki i omlety.

## Podział deserów
Desery można podzielić ze względu na różne parametry:
- konsystencję,
- temperaturę podania,
- użyty surowiec podstawowy,
- technikę sporządzania.

### Zestalone i niezestalone
Ze względu na konsystencję (konsystencja zestalana lub konsystencja niezestalana) desery dzieli się na:
- zestalone (pod wpływem żelatyny, pektyn, agar-agaru, skrobi, jaj, albo przez zamrażanie[7]),
- niezestalone.

Dodatkowo desery zestalone można podzielić ze względu na sposób zestalania na:
- zestalone na zimno np. galaretki owocowe i mleczne, kisiele owocowe i mleczne, musy, kremy[11]
- zestalone na ciepło np. suflety, mleczka, budynie[12].

Desery zestalone obejmują: musy, galaretki owocowe i mleczne, kremy, owoce w galaretkach, kisiele owocowe i mleczne, budynie, suflety, lody. Do deserów niezestalonych zalicza się: surówki owocowe, owoce podawane w całości, owoce w bitej śmietanie, kompot, owoce gotowane, pieczone, smażone, flambirowane i polane słodkim sosem.

### Gorące, zimne i mrożone
Ze względu na temperaturę podania desery dzieli się na:
- gorące np. omlety, naleśniki, racuszki, suflety, budynie, pierogi z owocami lub z serem na słodko, owoce pieczone i flambirowane, ciasta, knedle z owocami;
- zimne np. galaretki owocowe i mleczne, musy, budynie, kremy, owoce, kompoty, kisiele, surówki owocowe, ciasta;
- mrożone, czyli lody, sorbety i parfait[6].

Desery mrożone mogą oprócz lodów zawierać także inne składniki, np. kawałki owoców, sosy i syropy, krem lub bitą śmietanę, likiery, bakalie, elementy dekoracyjne z ciasta ptysiowego czy rurki waflowe.

### Owocowe, mleczne, mączne itd.
Deser stanowi połączenie surowca podstawowego ze składnikami dodatkowymi, tj. substancje zestalające, spulchniające, barwiące, smakowe i dekoracyjne. Ze względu na użyty surowiec podstawowy desery dzieli się na:
- mączne (przyrządzane z ciast wyrabianych na stolnicy i w naczyniu, a następnie gotowanych, pieczonych, smażonych lub zapiekanych[6]) np. pierogi, omlety, naleśniki, knedle z owocami, makaron z truskawkami[c], racuchy, jabłka w cieście, ciasta pieczone i wyroby ciastkarskie[6],
- mleczne[13] np. lody, pudding, jogurty i twarożki deserowe, galaretki mleczne, kremy owocowe, koktajle mleczne,
- z kasz np. kasza manna z sokiem lub konfiturami; są mniej popularne, ale stosowane w żywieniu dietetycznym[6],
- z ryżu np. ryż ze śmietaną i cynamonem, ryż zapiekany z jabłkami,
- owocowe np. sałatka z owoców, owoce pieczone, sorbety.

### Surowe, gotowane, pieczone itd.
Ze względu na technikę sporządzania desery dzieli się na:
- surowe np. owoce w całości i sałatki owocowe,
- gotowane np. pierogi na słodko,
- pieczone np. ciasta, suflety,
- smażone np. naleśniki, omlety,
- zapiekane, czyli zapiekanki z kaszy, ryżu albo makaronu.

## Polskie desery
Współczesna kuchnia polska charakteryzuje się bogatym i różnorodnym wyborem deserów. Do tradycyjnych deserów zaliczane są:
- kisiele owocowe,
- budynie (kisiele mleczne),
- galaretki owocowe,
- kogel-mogel.

Z ciast na polskim stole tradycyjnie na deser są podawane:
- szarlotka,
- sernik,
- babki drożdżowe,
- makowiec,
- pączki,
- mazurki,
- faworki (chrust),
- piernik i pierniczki,
- sękacz,
- ciastka kremówki.

Ponadto w polskich książkach kucharskich można znaleźć liczne przepisy na różne ciasta, placki i inne wypieki, np. bułeczki drożdżowe (np. jagodzianki z jagodami), rogaliki drożdżowe, kruche ciasteczka, babeczki, biszkopty, bezy, ciasta z różnymi owocami, karpatki, kruche placki, kołacz weselny i kołaczyki, placki drożdżowe, babki (biszkoptowa, maślana, piaskowa, parzona i inne), strucle, torty i torciki, keksy i strudle itd.

## Przykłady deserów różnych narodów
| Deser                 | Pochodzenie             | Charakterystyka | Zdjęcie |
| --------------------- | ----------------------- | --- | ------- |
| Apple pie             | Kuchnia amerykańska     | Apple pie, czyli amerykańska szarlotka |         |
| Pancakes              | Kuchnia amerykańska     | Kilka małych pulchnych naleśników ułożonych w stos i polanych syropem klonowym |         |
| Eton mess             | Kuchnia angielska       | „Słodki bałagan z Eton” to kawałki bezy z bitą śmietaną i truskawkami, polane gęstym sosem truskawkowym |         |
| Trifle                | Kuchnia angielska       | Warstwowo ułożone: ciasto biszkoptowe nasączone winem, custard i galaretka owocowa, ozdobione kawałkami owoców oraz na wierzchu bitą śmietaną |         |
| Kunafa                | Kuchnia arabska         | Arabska wersja sernika z pociętego na nitki ciasta filo (katafi) i sera białego a la ricotta aromatyzowanego wodą różaną, po upieczeniu nasączonego syropem cukrowym; deser jest podawany przez cały rok |         |
| Pastelitos            | Kuchnia argentyńska     | Smażone w głębokim oleju na złocisty kolor fantazyjnie oblepione pierożki ze słodkim nadzieniem np. pigwą |         |
| Pavlova               | Kuchnia australijska    | Torcik bezowy z bitą śmietaną i świeżymi owocami, przyozdobiony listkami mięty |         |
| Strudel jabłkowy      | Kuchnia austriacka      | Strudel z nadzieniem z jabłek doprawionych do smaku cynamonem i goździkami, ewentualnie także z dodatkiem rodzynek i utartych orzechów włoskich |         |
| Tort Sachera          | Kuchnia austriacka      | Czekoladowy tort |         |
| Gofr brukselski       | Kuchnia belgijska       | Jeden z gofrów belgijskich; Gaufre de Bruxelles to duży, lekki, idealnie prostokątny gofr z 20 dużymi „kratkowanymi wgłębieniami”, o rozmiarze 16 na 18 cm, delikatnej strukturze („prawie można przez niego patrzeć”), złocistobrązowej chrupiącej skórce, jest spożywany na ciepło, tradycyjnie polany masłem, współcześnie podawany z różnymi garniturami: posypany cukrem pudrem, z truskawkami, z bitą śmietaną czy roztopioną czekoladą                                                                                   |         |
| Kułaga                | Kuchnia białoruska      | Podawany na zimno deser z leśnych borówek brusznic lub malin i sfermentowanego ciasta z mąki gryczanej, gotowanych z miodem przez dłuższy czas na małym ogniu |         |
| Syrniki               | Kuchnia białoruska      | Małe placuszki z pełnotłustego, kremowego twarogu z dodatkiem mąki, jajek i ewentualnie cukru lub rodzynek, pieczone na oleju na patelni, po upieczeniu miękkie w środku, o chrupiącej skórce, przed konsumpcją smarowane dżemem, miodem, musem jabłkowym lub kwaśną śmietaną |         |
| Brigadeiro            | Kuchnia brazylijska     | „Brazylijskie trufle”, kulki zrobione z masy z mleka skondensowanego, masła i kakao, posypane posypką, na przykład czekoladową, i umieszczone w papilotce |         |
| Quindim               | Kuchnia brazylijska     | Kokosowo-waniliowy w smaku deser o intensywnym żółtym kolorze i lśniącej powierzchni, przygotowywany z żółtek jaj, cukru, masła i wiórek kokosowych, zapiekany w piekarniku w foremkach uprzednio posmarowanych syropem z glukozy |         |
| Ciasteczka księżycowe | Kuchnia chińska         | Europejski deser nie jest znany w kuchni chińskiej; słodkie potrawy są spożywane między posiłkami dla zachowania równowagi smaków; popularne są świeże, sezonowe owoce (melony, gruszki, pomarańcze, liczi) np. w postaci „arbuzowej miseczki”; słodkie przekąski podawane są też w ramach dim sum lub są specjałami przygotowywanymi wyłącznie na uroczystości i rzadko serwowane w zwykłe dni np. księżycowe ciasteczka; słodki smak nie jest ulubionym smakiem Chińczyków                                                    |         |
| Umm Ali               | Kuchnia egipska         | Egipska wersja puddingu chlebowego z pieczywa francuskiego (np. upieczone i pokruszone kawałki ciasta francuskiego, croissant), mleka, śmietanki i cukru, z rodzynkami, płatkami migdałowymi, orzeszkami pistacjowymi i wiórkami kokosowymi, doprawionego do smaku cynamonem, po czym zapieczonego w piekarniku |         |
| Crème brûlée          | Kuchnia francuska       | Zapiekany deser ze śmietanki, żółtek i cukru, zwieńczony warstwą skarmelizowanego cukru |         |
| Melba                 | Kuchnia francuska       | Lody waniliowe, świeża dojrzała brzoskwinia i sos truskawkowy |         |
| Haupia                | Kuchnia hawajska        | Pokrojona w kosteczkę po ostudzeniu gładka masa na bazie mleczka kokosowego |         |
| Flan                  | Kuchnia hiszpańska      | Krem zrobiony z mleka, jaj i cukru, ma waniliowy smak i otoczkę ze skarmelizowanego cukru, jest podawany na zimno |         |
| Haagse bluf           | Kuchnia holenderska     | Różowy deser z ubitych na sztywno białek jaj, cukru i soku z czerwonej porzeczki |         |
| Dadar gulung          | Kuchnia indonezyjska    | Słodki zawinięty naleśnik z mąki ryżowej z nadzieniem kokosowym, popularny na Jawie i Bali, zielony kolor nadaje mu pasta pandanowa |         |
| Gulab jamun           | Kuchnia indyjska        | Usmażone w ghee kulki wielkości orzecha włoskiego, zrobione z masy mlecznej (mocno zagęszczone mleko) zagniecionej w ciasto z niewielkim dodatkiem mąki i proszku do pieczenia, po czym zanurzone w syropie cukrowym z przyprawami (kardamonem) i wodą różaną |         |
| Skyr                  | Kuchnia islandzka       | Na bazie skyr w Islandii przyrządza się różne desery owocowe |         |
| Mochi                 | Kuchnia japońska        | Słodkie ciasteczka ryżowe w kształcie kulki z różnymi dodatkami |         |
| Nanaimo               | Kuchnia kanadyjska      | Pochodzące z Nanaimo słodkie trójwarstwowe batoniki są sporządzane bez konieczności pieczenia; głównymi składnikami spodniej warstwy są pokruszone wafelki, migdały i wiórki kokosowe z dodatkiem cukru, masła i kakao, połączone jajkiem na ciepło; warstwa środkowa to rodzaj waniliowego custard, a wierzchnia warstwa jest z roztopionej półsłodkiej czekolady i masła; przed podaniem batoniki należy schłodzić w lodówce                                                                                                  |         |
| Yakgwa                | Kuchnia koreańska       | Słodkie ciasteczka z mąki pszennej, miodu i oleju sezamowego, usmażone na głębokim tłuszczu |         |
| Churro                | Kuchnia meksykańska     | Smażone na głębokim oleju na złocisty kolor ciasteczka churros z ciasta parzonego, posypane po wierzchu cukrem pudrem z dodatkiem cynamonu, a przed ugryzieniem zamaczane w gorącym sosie czekoladowym |         |
| Bienenstich           | Kuchnia niemiecka       | Torcik ze słodkiego ciasta drożdżowego, na wierzchu którego znajduje się warstwa z płatków migdałowych, uprzednio ugotowanych w śmietanie i maśle z cukrem i miodem, która po upieczeniu daje błyszczący efekt, przełożony pojedynczą warstwą kremu waniliowego |         |
| Tort szwarcwaldzki    | Kuchnia niemiecka       | Czekoladowy tort z bitą śmietaną i wiśniami oraz z dodatkiem alkoholu |         |
| Picarones             | Kuchnia peruwiańska     | Pączki, na które ciasto jest przygotowywane z mąki, drożdży, słodkich ziemniaków, cukru i cynamonu, polane miodem |         |
| Kasza gurjewska       | Kuchnia rosyjska        | Modny w XIX wieku wśród klasy wyższej deser przyrządzany z kaszy mannej gotowanej na mleku z cukrem i wanilią, do której dodaje się masło i jaja, po czym piecze do uzyskania złocistej skórki, a dekoruje konfiturami, owocami i płatkami prażonych migdałów |         |
| Tort księżniczki      | Kuchnia szwedzka        | Tort lub ciasteczko tortowe pokryte warstwą zielonego marcepanu, pod którym znajdują się warstwy ciasta biszkoptowego, dżemu, kremu i bitej śmietany, na wierzchu udekorowany najczęściej różyczką |         |
| Baklawa               | Kuchnia turecka (m.in.) | Posiekane orzechy (pistacjowe lub włoskie) pomiędzy warstwami ciasta filo, po upieczeniu obficie nasączone syropem z cukru |         |
| Tort kijowski         | Kuchnia ukraińska       | Tort wyprodukowany po raz pierwszy w 1956 roku w zakładach cukierniczych im. Karola Marksa w Kijowie; kremowo-chrupiący z glazurą czekoladową |         |
| Naleśniki Gundel      | Kuchnia węgierska       | Słodkie naleśniki z masą orzechową i polewą czekoladową, opracowane przez Karola Gundela, właściciela budapeszteńskiej restauracji Gundel |         |
| Tort Dobosa           | Kuchnia węgierska       | Opracowany w 1885 roku przez Józefa Dobosa, cukiernika z Budapesztu, tort składa się z wielu cienkich biszkoptowych warstw przełożonych kremem z masła i kakao i jest oblany karmelem po wierzchu |         |
| Chè Ba Mau            | Kuchnia wietnamska      | Na zakończenie posiłku podawane są głównie świeże owoce, ale kuchnia wietnamska oferuje też różne desery (Chè) np. trójkolorowy Chè Ba Mau, czyli trzywarstwowy deser złożony z: żółtej pasty z fasoli złotej, czerwonego anko i zielonej galaretki z pandanu, polanych mleczkiem kokosowym, oraz kostek lodu na wierzchu; deser podawany jest w przezroczystych wysokich kubkach z długą łyżeczką do zamieszania przed spożyciem                                                                                               |         |
| Granita               | Kuchnia włoska          | Lody o ziarnistej strukturze dzięki dużym kryształom lodu, przygotowane na bazie wody, cukru i składnika lub składników nadających smak np. soku owocowego, przez kilkakrotne zdrapywanie krystalizującej masy i mieszanie widelcem z częścią jeszcze płynną aż do całkowitego zamrożenia; granita być o różnych smakach np. ananasowa, cytrynowa, kawowa-espresso |         |
| Panna cotta           | Kuchnia włoska          | Śmietanka połączona na ciepło z żelatyną, cukrem i wanilią, po czym schłodzona, po wyjęciu z foremki ozdobiona słodkim sosem |         |
| Tiramisu              | Kuchnia włoska          | Warstwa biszkoptu nasączonego bardzo mocną kawą espresso oraz likierem Amaretto, na którą nałożona została warstwa kremu zrobionego z sera mascarpone, jajek, cukru i śmietany, całość posypana warstwą grubo zmielonych płatków gorzkiej czekolady lub kakao |         |
| Zabajone              | Kuchnia włoska          | Przepis na ten deser został spisany w rękopiśmiennej książce kucharskiej Cuoco Napoletano z drugiej połowy XV wieku; sporządza się go z ubijanych trzepaczką żółtek, cukru i słodkiego wina, ostrożnie podgrzewanych aż do zgęstnienia; w zależności od proporcji składników ma konsystencję zbliżoną do kisielu mlecznego lub rzadszą i wtedy służy jako sos do polewania ciasta czy owoców; może być podawany na ciepło lub na zimno; na początku XIX wieku deser został zaadaptowany do kuchni francuskiej pod nazwą sabayon |         |
| Makagigi              | Kuchnia żydowska        | Nasiona maku i kawałki orzechów lub migdałów zastygłe w lekko skarmelizowanym syropie cukrowym z miodem i masłem |         |
| Malabi                | Kuchnia Izraela         | Ryżowy budyń o kremowej konsystencji, aromatyzowany wodą różaną lub pomarańczową, posypany po wierzchu posiekanymi orzechami pistacjowymi lub polany sosem owocowym np. truskawkowym; podawany na zimno |         |
| Pastéis de nata       | Kuchnia portugalska     | Babeczki z ciasta francuskiego wypełnione podobną do budyniu słodką masą o smaku waniliowym, ewentualnie po upieczeniu posypane cukrem pudrem i cynamonem |         |

## Krótki zarys historyczny

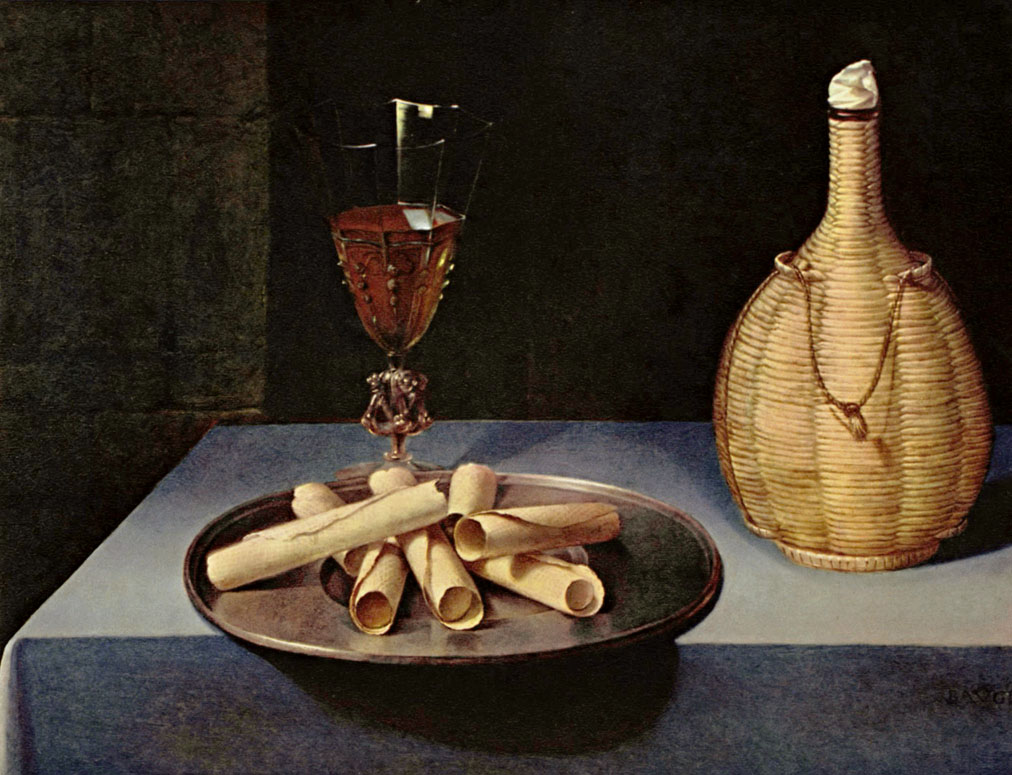
Deser z wafelkami, Lubin Baugin, połowa XVII wieku, Luwr

Podawanie deseru, jako słodkiej potrawy kończącej posiłek złożony z kilku dań, to zwyczaj wywodzący się z Francji, który pojawił się nie wcześniej niż w XVII wieku, przy czym ówczesny deser jeszcze nie obejmował wyłącznie słodkich potraw, podobnie jak poprzedzające go dania nie były wyłącznie słone w smaku. W słowniku francuskim z 1690 roku deser został zdefiniowany jako ostatnie danie stawiane na stole, na które składały się owoce, ciasta i ciasteczka, słodycze, ser itd. Deser miał stanowić najokazalszą wizualnie część posiłku. Z czasem wersalski system podawania 3 lub więcej dań podczas jednego posiłku, kończony daniem nazywanym deserem, który kładziono na stół po uprzednim uprzątnięciu, zaczął być naśladowany w innych krajach europejskich przez zamożne osoby.
W pierwszej polskiej książce kucharskiej pt. Compendium ferculorum jej autor Stanisław Czerniecki nie przewidział jeszcze osobnego rozdziału dla deserów, ciast i słodyczy, ale wymienił „mokre i suche konfekty” (czyli różne owoce w cukrze – odpowiedniki kolejno konfitur i owoców kandyzowanych) oraz „wety cukrowe” (desery), do których zaliczył owoce w soku, makarony migdałowe (francuskie makaroniki) i biszkopty. Podał też przepisy na: słodkie ciasta, torty (a właściwie tarty owocowe, czyli podsmażane lub podduszone jabłka, gruszki, śliwki, agrest lub porzeczki w cukrze, po czym zapieczone w cieście francuskim) oraz przepis na tort migdałowy i tort hiszpański, których głównym składnikiem była masa z tłuczonych migdałów i cukru.
Dużo przepisów na desery i słodycze znalazło się w anonimowej rękopiśmiennej książce kucharskiej z około 1686 roku, między innymi liczne przepisy na kołacze, które podawano (razem z marcepanami, piernikami, aromatyzowanymi i barwionymi „cukrami”, czyli rzeźbionymi figurami cukrowymi, kandyzowanymi owocami i konfiturami) w sypialni nowożeńców podczas tzw. kolacji cukrowej, kończącej ucztę weselną. W rękopisie zostały wymienione również przepisy na pierniki, pączki, obwarzanki, strucle, marcepany i biszkopty oraz tarty.
Desery podobne do współczesnych zaczęły pojawiać się na polskich stołach dopiero w epoce oświecenia. W książce kucharskiej Wojciecha Wielądki pt. Kucharz doskonały z 1783 roku znalazły się przetłumaczone przepisy na ciasta, słodycze i desery pochodzące z kuchni francuskiej.
Kulinarny koncept podawania deseru rozwijał się powoli i ewoluował przez wieki, osiągając współczesny charakter dopiero w XX wieku. Jednak nawet współcześnie podawanie deseru na koniec posiłku nie jest powszechnym ani wszechobecnym zjawiskiem nawet we Francji. W wielu kulturach nie ma zwyczaju, aby na koniec posiłku zjadać coś słodkiego, a jeżeli już to jedynie kawałek owocu. Niemniej jednak zamawianie deseru po spożyciu posiłku w restauracji (lunchu lub kolacji) jest ogólnie znanym rytuałem w Stanach Zjednoczonych i Europie.